# Alto del Arenal (metropolitana di Madrid)
Alto del Arenal è una stazione della linea 1 della metropolitana di Madrid.
Si trova sotto l'Avenida de la Albufera nell'intersezione con l'Avenida de Pablo Neruda, nel distretto Puente de Vallecas.
In questa stazione si trova il centro di controllo dell'intera rete metropolitana.

## Storia

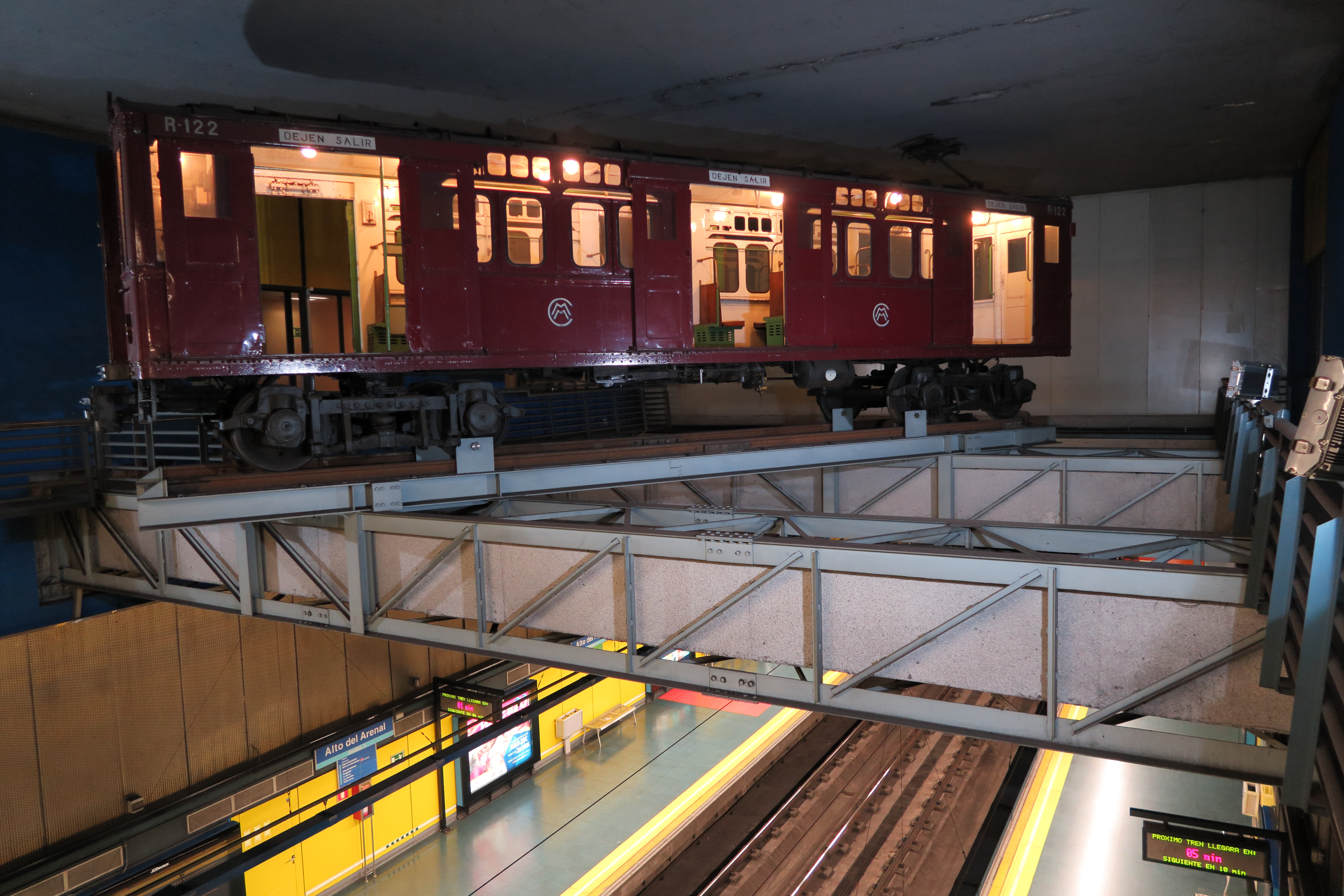
Antico vagone della metropolitana esposto presso la stazione

La stazione fu inaugurata nell'aprile del 1994.

## Accessi
Ingresso Alto Arenal
- Albufera, dispari: Calle de Santillana del Mar, 19 (angolo con Avenida de la Albufera)
- Albufera, pari: Avenida de la Albufera, 248
- Ascensore: Avenida de la Albufera, 246